# Cashibo
I Cashibo o Carapache sono un gruppo etnico indigeno del Perù. Parlano una lingua panoana. Vivono presso il lato ovest del fiume Ucayali. Si unirono a Juan Santos Atahualpa nel 1744 nella rivolta che distrusse alcune missioni religiose.